# Tiprómalom

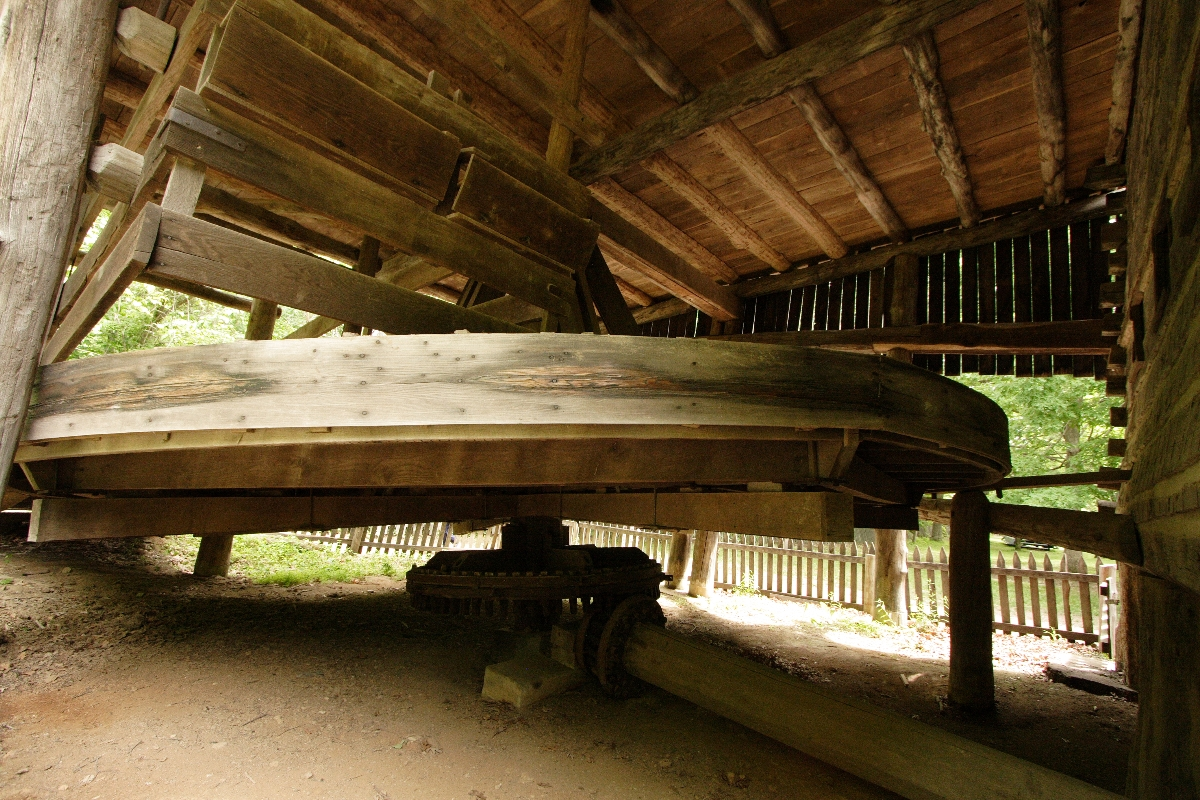
Ökrök hajtotta tiprómalom New Salem-ben (Illinois)

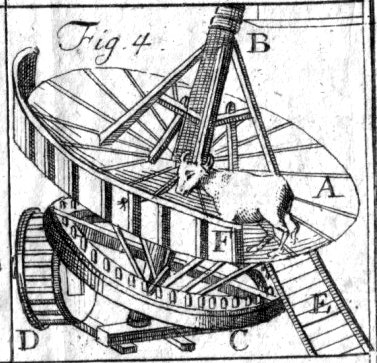
Tiprómalom illusztrációja 1805-ből

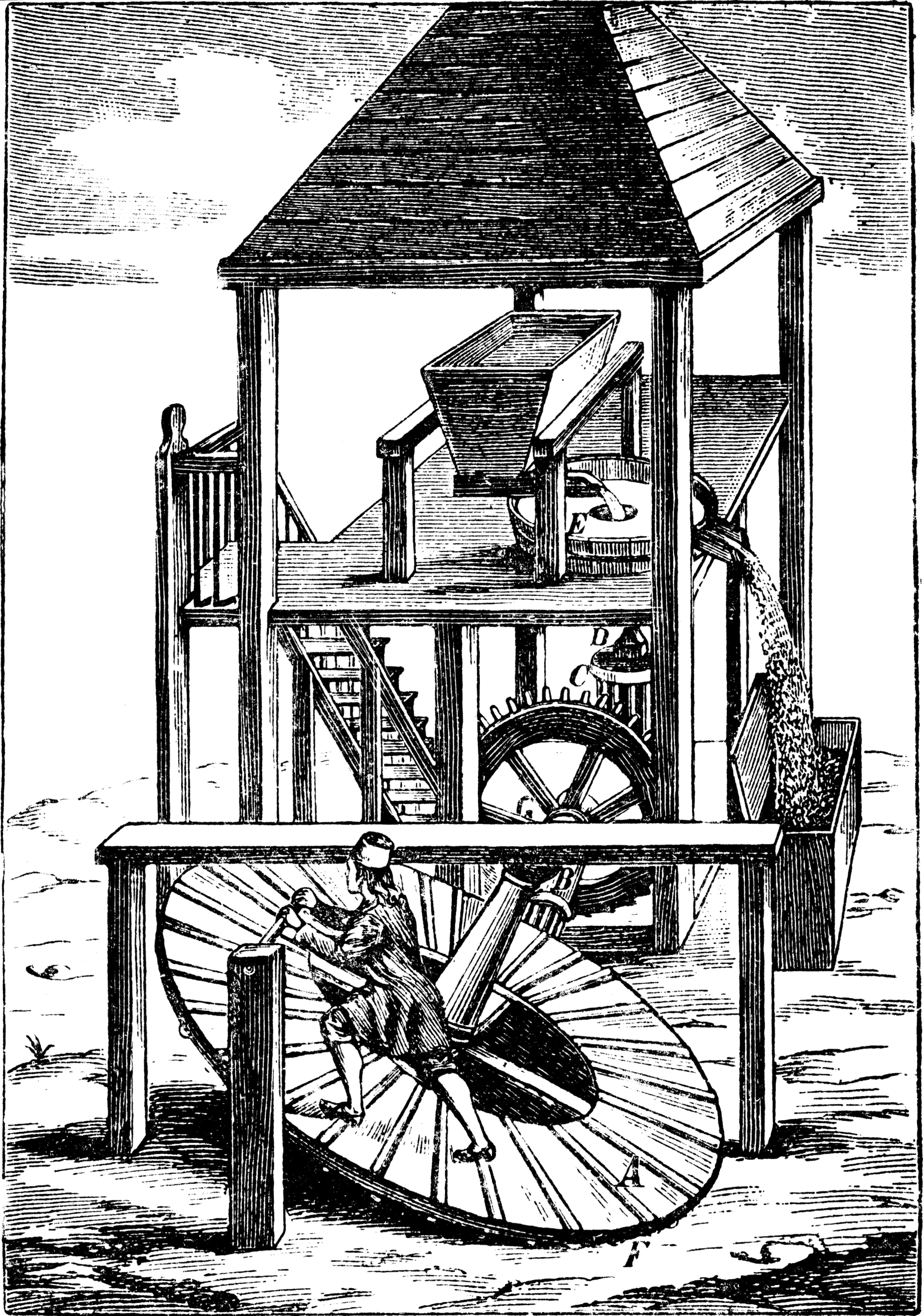
Emberi erővel hajtott tiprómalom a nagy francia enciklopédiából

A tiprómalom az állati erővel meghajtott szárazmalmok egyik fajtája. A malom hajtótengelye a függőlegessel -10-20°-os szöget zár be, így a ráácsolt tiprótárcsa is a vízsszinteshez képest ferde helyzetű. A tiprótárcsára lovat vagy ökröt hajtanak, melynek felfelé kellene mennie, azonban saját súlya alatt a tárcsa folyamatosan elfordul, pálcás fogazatú fogaskerekek gyorsító áttételén keresztül meghajtva a malomkereket.

## Története
A tiprómalmok első említései a 16. századból ismertek Németországból. Agricola 1556-ban kiadott művében található leírás arra engednek következtetni, hogy eleinte emberi erővel hajtott tiprómalmokat is használtak. A későbbiekben ökrökkel, bivalyokkal, de főleg lóval hajtott tiprómalmokat építettek, melyek igen jó szolgálatot tettek a városok ostroma idején, amikor az ellenség megszállta a környéket és így őrölni csak a várfalakon belül felállított szárazmalmokban lehetett. A tiprómalmok szerkezete az első megjelenésüktől kezdve nem nagyon változott.

## Magyarországi tiprómalmok
Hazai források a 16. századtól utalnak tiprómalmok működésére. A szárazmalmok közül több járgányos malmot használtak, mint tiprómalmot. A korabeli források szerint a tiprómalmok teljesítménye összemérhető volt a vízimalmokéval. A 19. században lecsökkent a tiprómalmok száma, az utolsó két tiprómalom még a 20. század elején is őrölt Veszprémvarsányon és Balatonfőkajáron. A szentendrei skanzenben megtekinthetőó egy 1805-ben eredetileg Mosonszentmiklósra épített tiprómalom.

### Amosonszentmiklósitiprómalom aszentendrei skanzenben

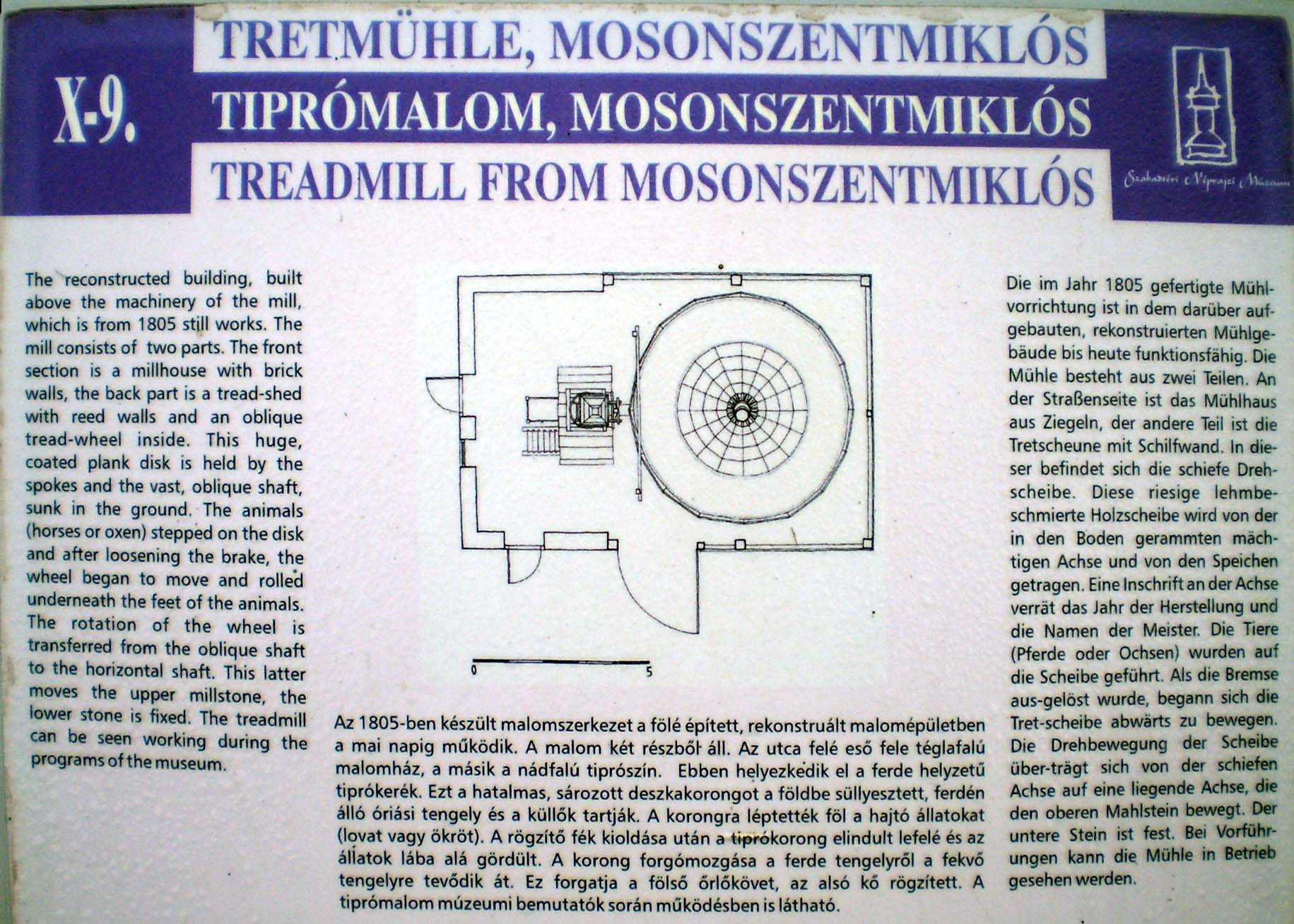
Alaprajz
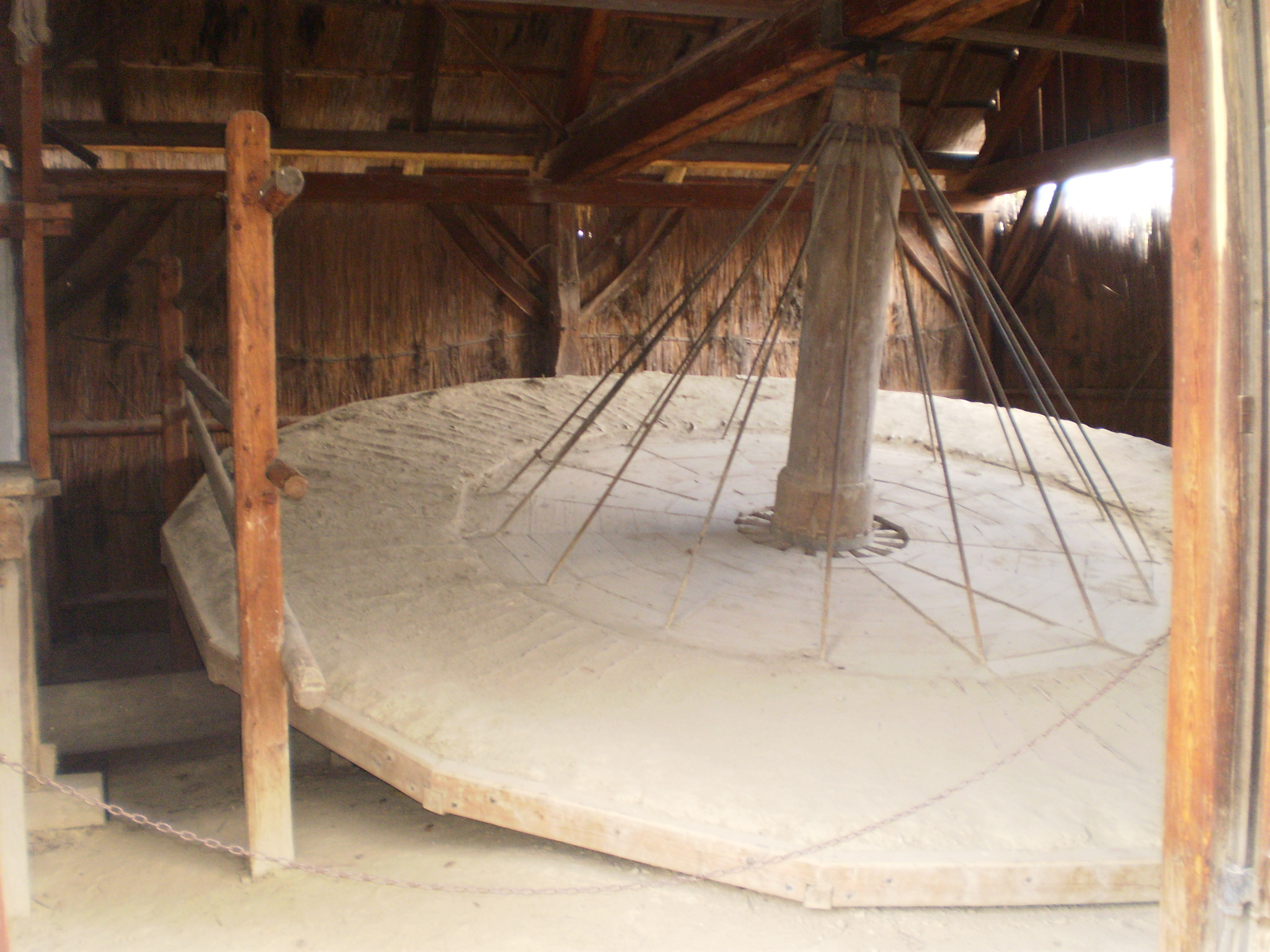
Tiprótárcsa
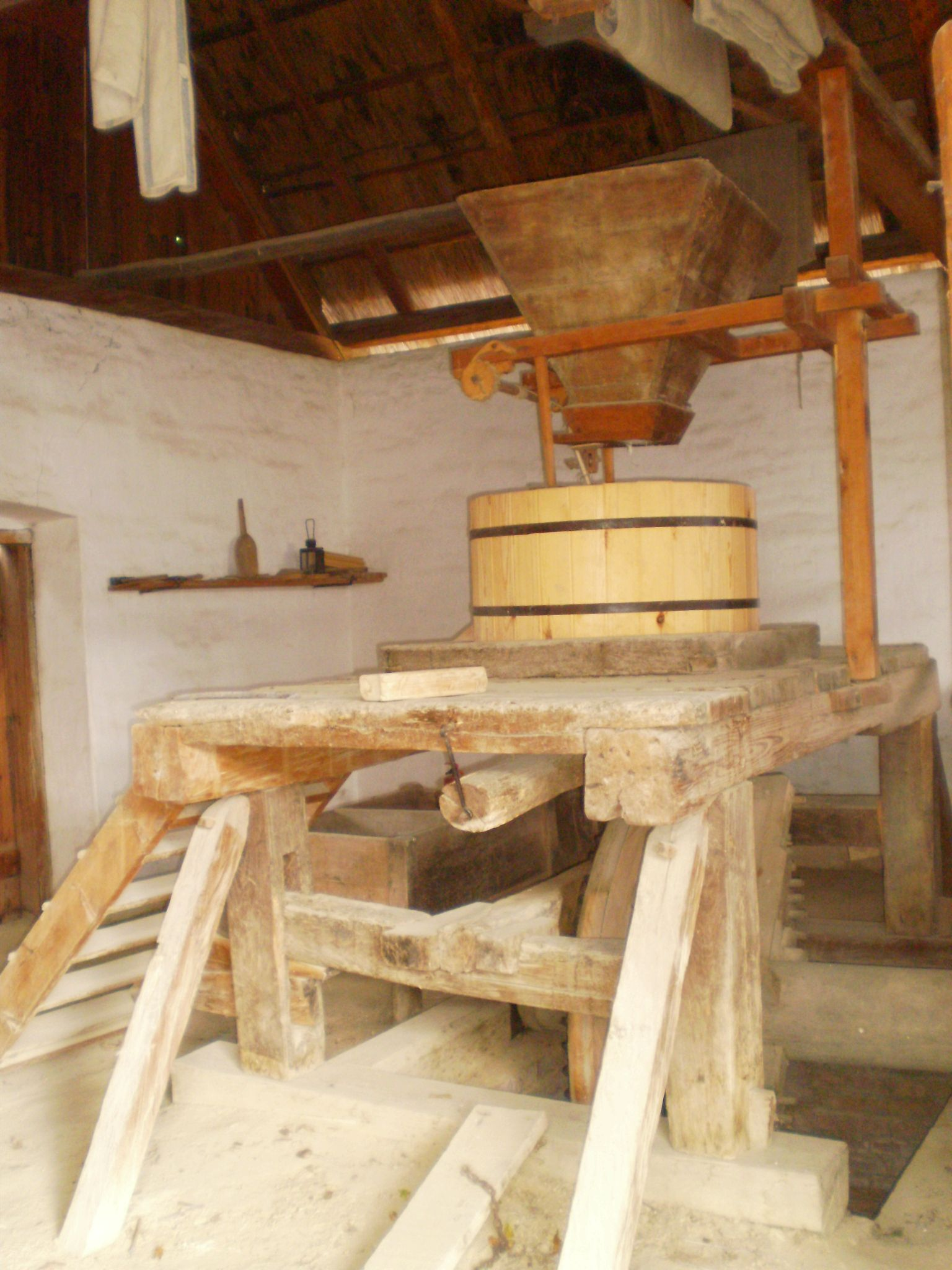
A malom szerkezete
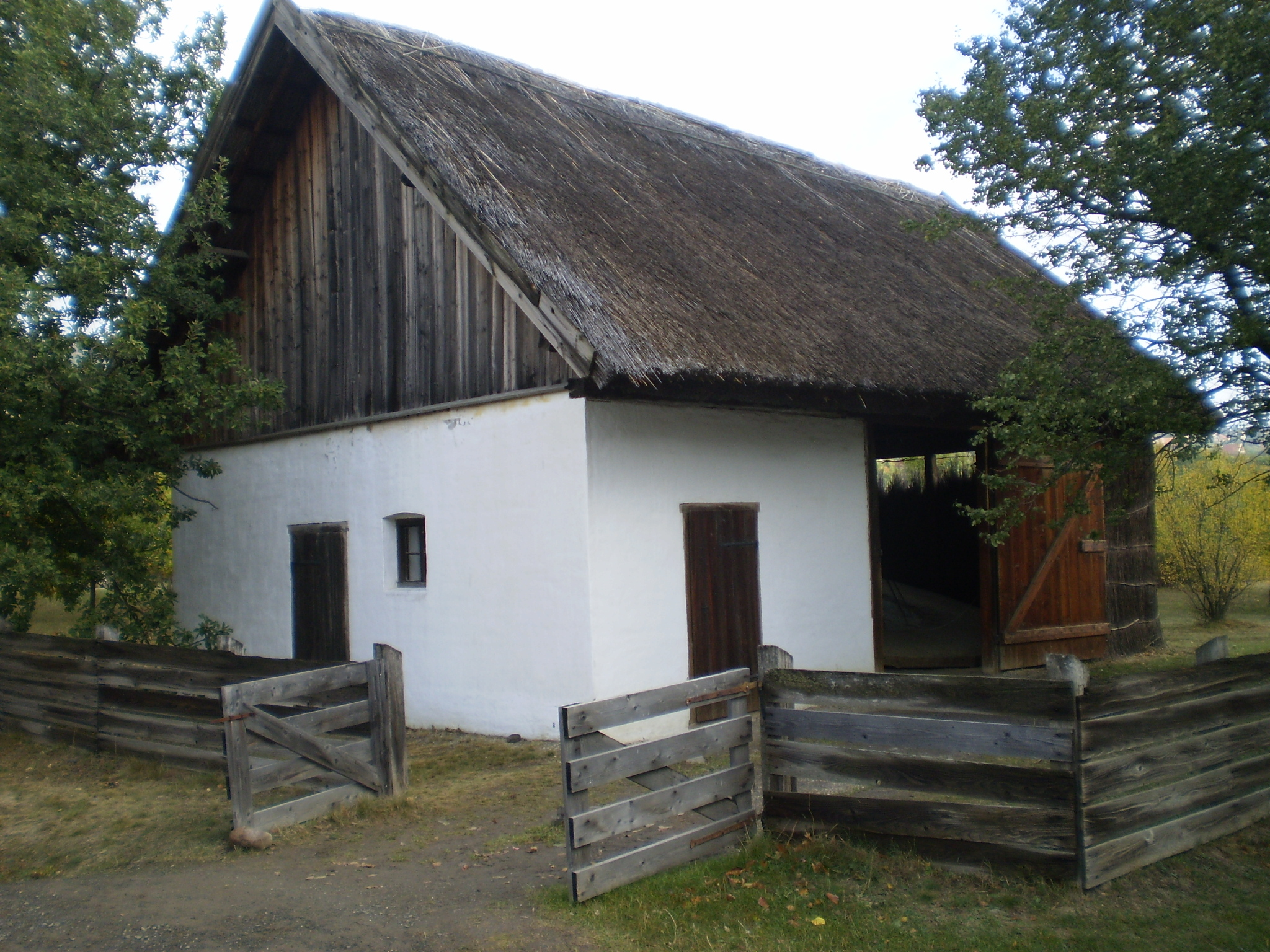
Malomépület